# Carlos Carbonero
Carlos Carbonero (Bogotá, 25 juli 1990) is een Colombiaans profvoetballer die als middenvelder speelt. Hij verruilde in juli 2015 CA River Plate voor CA Fénix. Dat verhuurde hem een maand later voor een jaar aan UC Sampdoria.

## Interlandcarrière
Carbonero debuteerde op 26 maart 2011 in het Colombiaans voetbalelftal in een vriendschappelijke wedstrijd tegen Ecuador. Hij werd op het laatste moment opgeroepen voor de selectie voor het wereldkampioenschap voetbal 2014 als vervanger van de geblesseerde Aldo Leão Ramírez.

## Erelijst
| Competitie                          |                    |                    |                    |                    |
| Competitie                          | Aantal             | Jaren              |                    |                    |
| Arsenal de Sarandi                  | Arsenal de Sarandi | Arsenal de Sarandi | Arsenal de Sarandi | Arsenal de Sarandi |
| ----------------------------------- | ------------------ | ------------------ | ------------------ | ------------------ |
| Primera División (Winnaar Clausura) | 1x                 | 2012               |                    |                    |
| Supercopa Argentina                 | 1x                 | 2012               |                    |                    |
| River Plate                         |                    |                    |                    |                    |
| Kampioen Primera División           | 1x                 | 2013/14            |                    |                    |